# Fernando Martín Iniesta
Fernando Martín Iniesta (Cieza, 7 de marzo de 1929 - Lorca, 9 de agosto de 2005) fue un poeta, dramaturgo, ensayista y narrador español.

## Biografía
Durante su infancia y adolescencia es testigo de la dureza de los años de la guerra y la posguerra. Estos acontecimientos marcarán su obra dramática de forma decisiva. En fechas posteriores se trasladará a Murcia, la capital de la provincia, para estudiar.
Desde muy joven siente la vocación literaria y comienza a escribir poesía, publicando sus primeros poemarios: Alborada (1946) y Hombre del pueblo (1947).
Durante la década de los cincuenta inicia la escritura de obras teatrales, debutando en el género dramático con La señal en el faro y Yatto. Ambas piezas son estrenadas en el Teatro Romea de Murcia el 5 de diciembre de 1956. Esto supone la confirmación de un nuevo y joven talento dentro del panorama de las letras murcianas. Ya entonces se atisba en el novel escritor el deseo de convertir el teatro en una herramienta, en un arma de denuncia y transformación social. 
Tras estos acontecimientos, Martín Iniesta decide marchar a Madrid para abrirse camino en el mundo de la escena. Ejerce los más diversos oficios pero mientras tanto va forjando una obra dramática que no tarda en dar sus frutos. Así, en 1959 estrena Los enanos colgados de la lluvia. Se puede considerar su primera gran creación teatral. Esta pieza fue definida como una alegoría poética con una serie de claves (no se podía ser mucho más explícito en aquellos tiempos) que describían la España de la época, la de la represión y la férrea censura. Más tarde, este trabajo será galardonado con el Premio al Mejor Espectáculo del Festival Nacional de Teatro Nuevo en 1961. Otros títulos aparecidos en esos años son : El parque se cierra a las ocho, cercana al teatro del absurdo, Final de horizonte y Andamio. El reconocimiento a su labor creativa no tarda en llegar y así es finalista en tres ocasiones del Premio Calderón de la Barca en 1959, 1960 y 1961, en cuatro del Lope de Vega entre 1959 y 1962 y en dos del Carlos Arniches. La culminación llega con el Tirso de Molina, ganado en su edición de 1961 con la obra Final de horizonte. Más textos suyos serían galardonados a lo largo de su carrera: Tres tintos con anchoas (Premio Ciudad de Mazarrón), La tierra prometida (Premio Plaza Mayor) y El Mago de Oz (Premio Nacional de Literatura Infantil). Sin embargo, en 1964 interrumpe su carrera teatral y decide alejarse de la creación dramática en lo que constituye un paréntesis que dura hasta 1979. 
Vuelve nuevamente a la actividad escénica con los títulos No hemos perdido aún este crepúsculo y Quemados sin arder, los dos primeros de lo que posteriormente será "Trilogía de los años inciertos" . Aquí, el autor hará deambular a una serie de personajes indefensos ante lo sombrío de un tiempo que les toca vivir, marcado por la represión, la guerra y la muerte, en el que sin embargo también hay lugar más tarde para la esperanza.
Es en 1983 cuando obtiene el premio Plaza Mayor por su drama en un acto La tierra prometida. Y en 1987 estrena en el XVIII Festival Internacional de Teatro del Mar Menor la pieza Receta del suflé de bacalao. Un año después aparecerá la tercera obra de su ya mencionada "Trilogía de los años inciertos": La herencia de lo perdido. Por este tiempo recibe una Beca de Creación Literaria de la Consejería de Cultura, Educación y Turismo de la Región de Murcia para la escritura de su pieza Cantón. Durante la década de los noventa no cesa en su actividad creativa. Así, en 1998 estrena en Salamanca Dos pisadas en el tiempo, y un año después, en Argentina, Auto de la lujuria. . En 2001 estrena en Madrid Tierra de nadie y en Murcia, Más teatro canalla.
Al margen de su obra teatral, también hay que resaltar su faceta poética. Además de las ya citadas Alborada y Hombre del pueblo cabe añadir otras obras destacables : El creador de dioses (1949), Sonetos de la isla (1951) y Libro de inocencia (2001). 
Como prosista es autor de Trece cuentos de terror. Y también es digna de mención su actividad como colaborador en prensa , radio y televisión.
Fernando Martín Iniesta falleció en Lorca (Murcia) el 9 de agosto de 2005.
Las palabras transcritas a continuación, del propio Fernando Martín Iniesta, arrojan luz sobre la génesis de su proceso creativo:
Quiérase o no, todo paso adelante es una vanguardia, aunque a veces, transporte polvo de otros tiempos. Incorporar a la literatura dramática la realidad más sangrante y viva de la vida española era sacar al teatro del ámbito cómodo, insincero y falso en que estaba inmerso. De aquí que la "realidad" transgrediese el término "verdad" y se apoderase de ella hasta convertirla en un valor absoluto. Verdad frente a mentira. Este era el paso más importante que "debía" dar el teatro, la única vanguardia útil en aquellos momentos. Con aquella -repito, ingenua- conciencia mesiánica, el dramaturgo cargaba sobres sus débiles espaldas la carga de una enorme responsabilidad social, cuya posible transformación estaba más allá de las posibilidades de cualquier Arte, y le "obligaba" a intentar un teatro ético.
(Campus. Revista de la Universidad de Murcia. Diciembre de 1985, pág. 12)

## Obra

### Teatro
- La señal en el faro (1958)
- Yatto (1958)
- Los enanos colgados de la lluvia (1959)
- El parque se cierra a las ocho (1960)
- Final de horizonte (1962)
- Andamio (1963)
- La tierra prometida (1983)
- No hemos perdido aún este crepúsculo (1987)
- Receta del suflé de bacalao (1987)
- Tres piezas rotas (1987)
- El barco en la botella (1988)
- Trilogía de los años inciertos (1989)
- Cantón (1991)
- Teatro canalla (1997)
- El ramo de flores (1998)
- Dos pisadas en el tiempo (1998)
- Los hijos de Saturno (1999)
- Concierto desafinado (1999)
- Más teatro canalla (2001)
- Como lo habéis demandado (2001)
- Irene y el domador de estatuas (2001)
- Tierra de nadie (2001)

### Teatro infantil
- Las andanzas de Pinocho (1961)
- El mago de Oz (1961)

### Poesía
- Alborada (1946)
- Hombre del pueblo (1947)
- El creador de dioses (1949)
- Sonetos de la isla (1951)
- Libro de inocencia (2001)

### Prosa
- Trece cuentos de terror